# Bärande hav
Bärande hav är en svensk dramafilm från 1951 i regi av Arne Mattsson. 

## Om filmen
Filmen hade premiär den 17 september 1951. Den är bland annat inspelad ombord på Transatlantics fartyg m/s Coolangatta, i Göteborg, Hamburg och i Santos. 

## Rollista i urval
- Alf Kjellin - Martin Winner, kallar sig Martin Berg, lättmatros
- Ulf Palme - Bo Winner, överstyrman, Martins äldre bror/speaker
- Edvin Adolphson - Henry "Båsen" Lilja, båtsman
- Bengt Eklund - Palm, matros, fackföreningsrepresentant
- Erik Strandmark - Holger Rehnberg, andre styrman
- Eva Dahlbeck  - Lucie, sjungande värdinna på Die Goldene Katze
- Ulla Holmberg - Ragnvi, sjuksköterska
- Nils Hallberg - "Pållaren" Nisse Melander, matros
- Bengt Blomgren - "Stora Björn", matros
- Sten Mattsson - Tovas, lättmatros
- Erich Conard - Bertil "Lärkan" Karlsson, matrosen som får blindtarmsinflammation
- Georg Løkkeberg - Söderby, telegrafist
- Henake Schubak - Onni, finsk motorman
- Ingemar Holde - "Moroten" Pettersson, matros
- Georg Skarstedt - kocken
- Jan-Olof Strandberg - Sven-Erik Nilsson, matros
- Gösta Cederlund - fartygskaptenen
- Ingvar Kjellson - tredje styrman
- Magnus Kesster - maskinchefen
- Ruth Kasdan - Ingrid, Holger Rehnbergs fru
- Ulla Jacobsson - "Pållarens" fästmö
- Anne-Margrethe Björlin - Sonja Jacobsson, Martins fästmö
- Märta Arbin - kaptenens fru
- Berta Hall - Tovas mor
- Hjördis Petterson - båtsmans fru
- Doreen Denning - Käthi, bordellflicka på hamnkrogen på Kanarieöarna